# Нуццо, Мария Тереза
Мать Мария Тереза Нуццо (англ. Maria Teresa Nuzzo, мальт. Marija Tereża Nuzzo; 11 мая 1851, Валлетта — 17 апреля 1923, Хамрун, Мальта) — католическая монахиня, основательница конгрегации Дочерей Святейшего Сердца (D.S.H.)

## Биография
Мария Тереза Нуццо родилась 11 мая 1851 года в Валлетте и на следующий день была крещена. Она была второй из семи детей Паоло Нуццо и Луизы Марроччи, однако её старший брат умер от холеры. В возрасте восьми лет Мария Тереза приняла миропомазание.
В отличие от большинства мальтийских детей того времени, Марии Терезе повезло получить образование, так как её тётка Розина руководила частной школой в Валлетте. В возрасте 16 лет Тереза приняла руководство на себя, так как Розина к тому времени полностью ослепла и вскоре после этого умерла.
Тереза планировала принять монашеские обеты, однако в силу обстоятельств (ей приходилось руководить школой, и, кроме того её отцу требовалась помощь по дому) это было невозможно, поэтому она по совету своего духовника Пьетро Паче приняла личные обеты бедности, целомудрия и послушания. Спустя два года после этого, когда Терезе было двадцать пять лет, её отец скончался, а ещё через пять лет умерла и мать. Мария Тереза собиралась уйти в созерцательный монастырь, однако монсеньор Пьетро Паче считал, что это не подошло бы ей. До 1902 года она работала в школе и вела катехизаторскую деятельность, а в 1903 году основала монашескую конгрегацию.
Мать Мария Тереза Нуццо умерла в 1923 году в Хамруне.

## Конгрегация Дочерей Святейшего Сердца
21 ноября 1903 года считается датой основания конгрегации Дочерей Святейшего Сердца, получившей официальное одобрение со стороны Ватикана в 1988 году. В настоящее время монастыри этой конгрегации есть не только на Мальте, но и в Италии, Индии, Кении, Танзании, Уганде, США, на Филиппинах, в Ирландии, Ливии и Южной Корее.
Монахини конгрегации занимаются воспитательной и образовательной деятельностью, прежде всего в начальной школе Марсы, детском саду Хамруна, детском доме Зуррика и центрах дневного пребывания для детей в Зейтуне и Меллихе.

## Память
Именем Марии Терезы Нуццо названы начальная школа в Марсе (Мальта)  и начальная школа в Руиру (Кения).
2 мая 2003 года было объявлено о начале процесса беатификации матери Марии Терезы Нуццо.